# Thecodontia

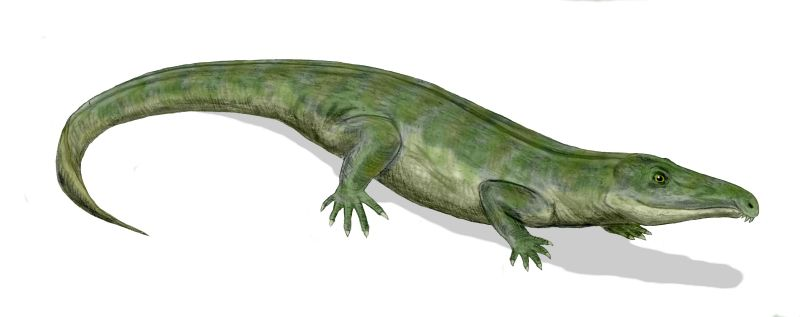
Proterosuchus, Lebendrekonstruktion

Die Thecodontia („Wurzelzähner“) sind eine Gruppe von ausgestorbenen Reptilien, die sich vom späten Perm bis zum Ende der Trias (vor ca. 255 bis 200 Mio. Jahren) als erste große Radiation der basalen Archosauria entwickelt haben. Die von Richard Owen 1859 aufgestellte Gruppe umfasste in der Vergangenheit alle Archosaurier, die keiner der abgeleiteten Archosauriergruppen Dinosaurier (einschl. Vögel), Flugsaurier oder Krokodile zuzurechnen waren.
Obwohl sie lange Zeit als systematische Gruppe angesehen wurden, gelten sie heute als so genannte paraphyletische Gruppe, da sie sowohl basale Vertreter als auch gemeinsame Vorfahren der drei abgeleiteten Gruppen enthalten. Entsprechend ist die Bezeichnung Thecodontia in der paläontologischen Systematik heute nicht mehr gebräuchlich.

## Merkmale

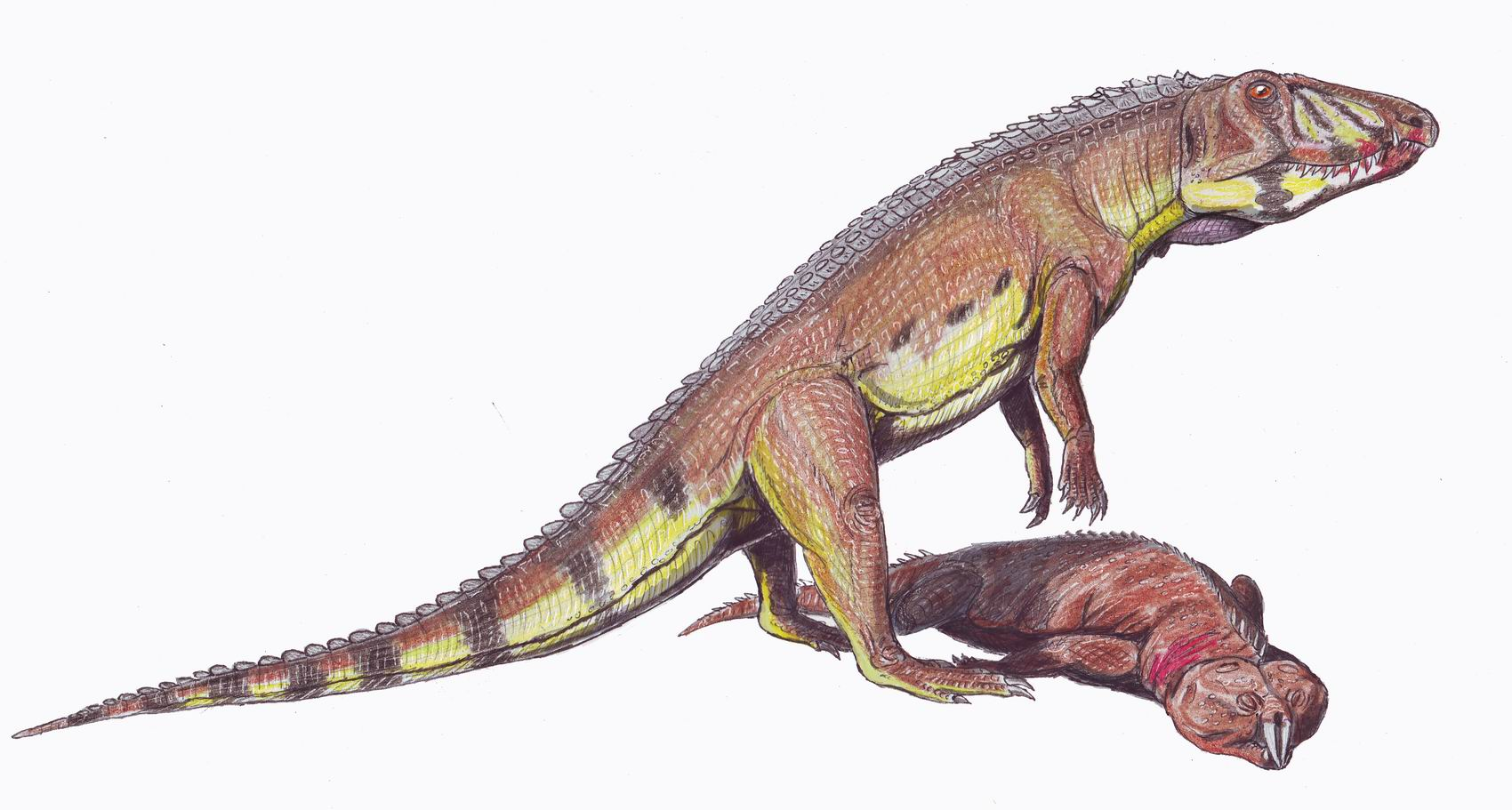
Ornithosuchus, Lebendrekonstruktion

Ihren Namen verdankt die Gruppe der Art der Befestigung der Zähne im Kiefer, die als thecodont (griech. theke = Behälter, odous, odontes = Zahn) bezeichnet wird. Die Zähne der Thecodontier saßen – ähnlich wie bei den Säugetieren – in einer Kieferhöhlung (Zahnfach) und waren nicht direkt mit dem Kieferknochen verwachsen (akrodont), wie bei Fischen und Amphibien, sondern durch Faserbündel der Wurzelhaut (Zahnperiost) befestigt. Ein weiteres Merkmal dieser Tiere war das Suborbitalfenster, eine größere Öffnung im Knochen des Bodens der Augenhöhle.
Die Thecodontia waren größtenteils vierfüßig, doch es befanden sich unter ihnen auch einige Arten, die sich auf zwei Beinen (biped) fortbewegten. Zu diesen gehörten vor allem die Ornithosuchidae.

## Systematik

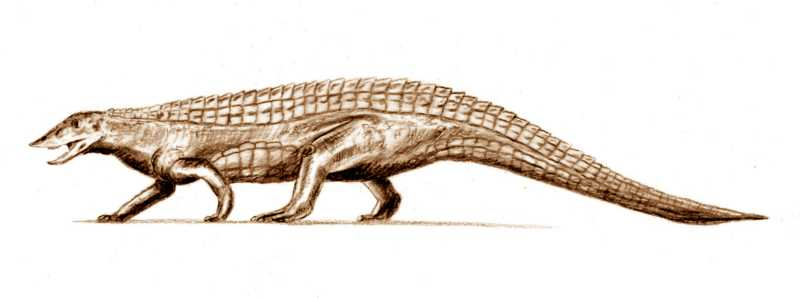
Stagonolepis als Vertreter der Aetosauria, Lebendrekonstruktion

Zu den basalen Gruppen der Archosauriformes, die man den Thecodontiern zurechnete, gehörten die ebenfalls paraphyletischen Proterosuchidae, die Erythrosuchidae, die Proterochampsidae, die Phytosauria (Parasuchia) und die sehr wahrscheinlich pflanzenfressenden Aetosauria sowie die 'Rauisuchia', die Lagosuchidae und die Ornithosuchidae.
Obwohl sich die Vertreter dieser Gruppen sehr leicht voneinander abgrenzen lassen, gibt es kaum Hinweise auf Gemeinsamkeiten einzelner Gruppen, die als Indizien für eine nähere Verwandtschaft genutzt werden könnten. Hinzu kommt, dass einige der Gruppen heute als paraphyletisch angesehen werden. Eine Verwandtschaftsanalyse und damit ein entsprechendes Kladogramm der basalen Radiation der Archosauria ist entsprechend nur bedingt möglich.